# Waldbahn der Bozüyük Kereste Fabrikası
| Waldbahn der Bozüyük Kereste Fabrikası                                                                                   | Waldbahn der Bozüyük Kereste Fabrikası |
| --- | -------------------------------------- |
| Dampflokomotive mit Langholzzug Materialseilbahn am Sägewerk in Bozüyük                                                  |                                        |
| Streckenverlauf auf einer historischen Landkarte, um 1938 Waldbahn (rot) und Seilbahnen (lila) auf Karte von 2025 S. 176 |                                        |
| Streckenlänge: | 7,8 km                                 |
| Spurweite: | 600 mm (Schmalspur)                    |
| |                                        |

Die Waldbahn der Bozüyük Kereste Fabrikası war eine 7,8 km lange Schmalspurbahn mit 600 mm Spurweite des ab 1925 betriebenen Sägewerks in Bozüyük in der Türkei. S. 34

## Geschichte
Die in den Wäldern gefällten Bäume wurden mit der Waldbahn zur Seilbahn transportiert. Die Stämme, die über die Seilbahn aus einer Entfernung von etwa 25–30 Kilometern zum Werk gebracht wurden, wurden hier verarbeitet. Die Fabrik wurde 1924 gebaut und nahm 1925 ihren Betrieb auf. Gazi Mustafa Kemal Atatürk, der Gründer der Republik Türkei, besuchte die Fabrik im Mai 1926, informierte sich über das Werk und aß in ihr zu Mittag.
Die Fabrik wurde mit einem Kredit von 5 Millionen Lira von der Türkiye İşbank finanziert, um den Holzbedarf der Türkei zu decken. İbrahim Bey gründete die Bozüyük Hususi Orman Şirketini (Bozüyük-Privatforstfirma) am 18. Januar 1923, zweieinhalb Monate nach der Ausrufung der Republik. Nach dem Gründungsvertrag gehörten 45 Prozent des Unternehmens zunächst İbrahim Bey. Die restlichen 55 Prozent gehörten Emin, Numan, Islam, Halit, Hacı Mehmet, Ömer und Mehmet Aghas sowie Süleyman Bey, dem Förster. Dieses Verhältnis spiegelt auch die Eigentumsverhältnisse der Wälder von Yirce und Bürmece in der Region Bozüyük wider. Im Gründungsvertrag verpflichtete sich İbrahim Bey, die notwendigen Mittel für den Bau eines Sägewerks und einer Schnittholzfabrik in Bozüyük sowie für den Betrieb und die Ausrüstung von Materialseilbahnen und der Decauville-Bahn (türkisch dekovil hattı) zur Verfügung zu stellen, und es wurde einstimmig akzeptiert, dass das Eigentum an den so zu schaffenden Einrichtungen allen Gesellschaftern gehören würde. Die Gesellschaft führte die geplanten Arbeiten mit dem Darlehen durch, das İbrahim Bey von der Türkiye İşbank erhalten hatte. Dieses Darlehen wurde durch die Verpfändung von Wäldern und anderen Immobilien, die anderen Aktionären gehörten, ermöglicht. S. 75–76
Der Strombedarf der Fabrik wurde mit einer von deutschen Technikern installierten Dampfturbine gedeckt. Das hatte den Nebeneffekt, dass die Straßen nachts beleuchtet wurden. Die Fabrik verarbeitete Rundholz, das mit der Waldbahn und einer Seilbahn aus den Muratdere- und Aksu-Wäldern angeliefert und nach der Verarbeitung per Bahntransport in verschiedenen Provinzen der Türkei, insbesondere in Istanbul und Ankara vermarktet wurde.
Heute ist von der Fabrik fast nichts mehr zu sehen und das Grundstück wird als Lagerplatz genutzt. Allerdings sind zwei Brunnen erhalten geblieben, die den Wasserbedarf der damaligen Fabrik deckten und ein Artefakt der Geschichte darstellen. Ein Trafoturm ist eines der 2–3 Artefakte, die vom Bozüyük-Sägewerk übrig geblieben sind.

## Waldbahn
Die Waldbahnzüge wurden von Dampflokomotiven gezogen. In der Cumhuriyet-Zeitung aus dem Jahr 1930 heißt es, dass die Rinde der gefällten Bäume dort geschält wurde, wo man sie gefällt hatte, und die so gewonnenen Stämme mit der Waldbahn zum Ausgangspunkt der Materialseilbahn am Fuße des Gülalan-Hügels gebracht wurden und die Stämme in drei Stunden mit der Materialseilbahn in der Fabrik in Bozüyük ankamen, wo sie sortiert, gerichtet und zu Holz verarbeitet wurden. Wie aus Landkarten ersichtlich ist, gab es zwei unterschiedliche Materialseilbahnen. Eine davon ist die Strecke zwischen Bozüyük und Gülalan. Diese Materialseilbahn und die Waldbahn zum Hürriyet-Gebiet wurden 1926 fertiggestellt. Nach der Fertigstellung dieser beiden Transportanlagen erwarb das Unternehmen auch die Betriebsrechte der Staatswälder Karaburun und Ortaburun in der Region İnegöl. Um diese Wälder zu bewirtschaften, wurde eine zweite Materialseilbahn vom Gebiet Hürriyet aus gebaut, die am Streckenende der Waldbahn begann. S. 102
Ein historischer Filmbericht zeigt im Abschnitt über die Verlegung der Waldbahn (türk. Dekovil hattı yapımı, franz. Construction de la ligne décauville), wie Gleisbauarbeiten an der Waldbahnstrecke durchgeführt wurden. Diese waren entweder beim Anlegen eines neuen Streckenabschnitts oder bei der Reparatur eines bestehenden erforderlich. Dafür wurde von etwa zehn Arbeitern mit Kipploren transportierter Schotter zwischen die auf Holzschwellen fest verlegten Schienen eingebracht. S. 142

## Materialseilbahnen
Die Materialseilbahnen hatten eine Gesamtlänge 24,7 km, wovon sich 19,7 km auf der Bozüyük-Seite im Osten und 5 km auf der İnegöl-Seite im Westen der Waldbahn befanden. Die Cumhuriyet-Zeitung  berichtete 1930b, dass sich das damals größte Sägewerk der Welt in Amerika befand und dass dessen Materialseilbahn 26 km lang war. In diesem Zusammenhang heißt es, dass das Sägewerk in Bozüyük das größte der Welt sein werde. In der Hâkimiyeti-Milliye -Zeitung von 1926 wurde die Länge der Materialseilbahnen mit 24 Kilometern angegeben, was mit den neuesten Landkarten übereinstimmt.
Es gab drei Seilbahnstationen, in denen mit 35-PS-Dampfmaschinen die Antriebsenergie für den Betrieb der Seilbahn erzeugt wurde. Eine dieser Stationen, die wohl eine Umladestationen war, befand sich in Demirören, die andere im Süden des Dorfes Muratdere in der Nähe des Gebietes, in dem sich heute noch das Wasserreservoir befindet, und die dritte im Wald in Sümbüldede bei Bozüyük. Bei Felduntersuchungen wurden nur in diesen drei Gebieten zwischen Ayıalan und Bozüyük Fundamentgruben entdeckt, die wohl mit diesen Umladestationen in Verbindung stehen. S. 104